# R-500 (ミサイル)
R-500（ロシア語: Р-500、もしくは9М728） 、とは、ロシアの戦域ミサイル複合体9K720「イスカンデル」の巡航ミサイル発射型である「イスカンデルK」から発射される地対地巡航ミサイルである。 1996年からノヴァトール設計局によって開発され、2008年より行われた試験を経て2009年に制式採用された。
2013年、ロシア陸軍のドニューシキン報道官はR-500について、ソ連時代に開発された巡航ミサイルである3K10「グラナト」の改良版であり、射程は最大1000kmであると述べた。また、艦船発射型巡航ミサイルである3M14E「クラブ」について、ドニューシキン報道官はR-500の輸出用仕様であると述べている。

## 試験と運用
R-500の最初の発射実験は2007年5月29日にカプースチン・ヤールにて行われた。発射には巡航ミサイルの発射に対応した「イスカンデルK」複合体が使用された。セルゲイ・イワノフ国防大臣（当時）は、実験が成功したと述べた。
2013年6月、ロシア陸軍第107親衛ロケット旅団（第35諸兵科連合軍隷下、東部軍管区）に弾道ミサイルと巡航ミサイルの両方を発射可能な9P78-1輸送起立発射機（TEL）12基を含む「イスカンデルM」複合体が配備され、R-500の初の実戦配備となった。
2015年9月19日には、軍事演習「ツェントル2015」の一環として中央軍管区では初となるR-500の発射訓練が、ロシア陸軍第92ロケット旅団（第2親衛諸兵科連合軍隷下、中央軍管区）によって行われた。
- 軍事演習におけるR-500の発射風景
- カプースチン・ヤールにてR-500の発射準備を行う戦域ミサイル複合体「イスカンデル」。2022年2月19日。
- カプースチン・ヤールにてR-500を発射する戦域ミサイル複合体「イスカンデルM」。2016年4月18日。